# Hybomitra enigmatica
Hybomitra enigmatica är en tvåvingeart som beskrevs av Teskey 1982. Hybomitra enigmatica ingår i släktet Hybomitra och familjen bromsar. Inga underarter finns listade i Catalogue of Life.